# Tyranneutes
A Tyranneutes a madarak osztályának verébalakúak (Passeriformes) rendjébe és a piprafélék (Pipridae) családjába tartozó nem.

## Rendszerezésük
A nemet Philip Lutley Sclater angol ügyvéd és zoológus írta le 1881-ben, jelenleg az alábbi 2 faj tartozik ide:
- Tyranneutes stolzmanni
- Tyranneutes virescens

## Előfordulásuk
Dél-Amerika északi részén honosak. Természetes élőhelyeik a szubtrópusi és trópusi erdők.

## Megjelenésük
Testhosszuk 7-9 centiméter közötti.

## Életmódjuk
Gyümölcsökkel és gerinctelenekkel táplálkoznak.